# Гаврило Антонијевић
Гаврило (световно Витомир Антонијевић; Драгово, 21. јул 1899 — манастир Бошњане, 21. новембар 1999) био је монах манастира Бошњане.

## Биографија
Старац Гаврило рођен је око 1900. године у побожној породици Антонијевић. У матичном уреду села Драгово уписан је 1902. године, а по казивању његове мајке рођен је неколико година раније, на дан светог пророка Језекиља. Пореклом је био Рус. Његови преци су се доселили из Дњепра, из Кијева, у великом прогону православних и бежању од непријатељске најезде Татара који су прогонили православне хришћане и рушили цркве и манастире.
У току свог живота претрпео је велико страдање. Један период живео је као бескућник радећи тешке физичке послове да би преживео, након што је, не својом кривицом, остао без ичега. У каснијем периоду радећи при Српској православној цркви као црквењак научио је сво црквено правило, појање, црквенословенски језик, богослужења и певања на Светој Литургији. Био је званично рукоположени чтец, појац при Српској православној цркви и члан Богомољачког покрета тадашње хришћанске заједнице. Већ тада је имао своју личну колекцију побожних књига које је читао и касније донео са собом у манастир.
Када је после Другог светског рата дошло тешко време за Српску православну цркву, био је затваран, пребијан и мучен од стране комунистичке власти, због своје сталне беседе деци и одраслима о вери и Богу. У затвору је провео 4 године уз честе претње батинама, јер никада није пристао да се одрекне Бога и проповедања православне вере.
Старац Гаврило је остао упамћен као један од највећих пророка свога времена. Предвидео је убиство Краља Александра I Карађорђевића, смрт патријарха српског Варнаве, НАТО бомбардовање СРЈ, отцепљење Косова и Метохије, а један део његових пророчанстава се односи и на будући период који српски народ тек треба да дочека. Руковођен духовним саветима Светог владике Николаја Велимировића, старац Гаврило је често и након упокојења овог српског светитеља имао духовне визије. Поготово на духовну корист православном народу је његова визија о рају, паклу и анђелима.
Умро је 1999. године на дан Светог Архангела Михаила. Сахрањен је у манастиру Светога Луке у селу Бошњани код Варварина.
Суочени са учесталим канонизацијама у Римокатоличкој цркви, све више верника СПЦ поставља питање проглашења за светитеље појединих личности из наше црквене историје. На иконама са златним ореолом многи би волели да виде патријарха српског Павла, оца Тадеја Витовничког, оца Гаврила Антонијевића, схиархимандрита Стефана Светогорца и многе друге.
Старац Гаврило Антонијевић међу Србима већ слови за светог Божијег човека и уз владику Николаја Велимировића, аву Јустина Поповића, блаженопочившег патријарха српског Павла и старца Тадеја Витовничког представља ванредни духовни дар верујућем народу.